# Ринок Клепарський (Краків)
Ринок Клепарський, Старий Клепаж (пол. Rynek Kleparski) — міська площа в Кракові, розташована безпосередньо на північ від Старого міста, між вулицями Баштовою і святого Філіпа; колись ринкова площа міста Клепаж, тепер ринкова площа (в народі називається Старий Клепаж). 
Була виділена, мабуть, під час розташування міста Клепаж в 1366 році.  У той час займала набагато більшу площу, ніж сьогодні, наближаючись до розміру площі Ринку (включаючи сьогоднішню площу Яна Матейко та забудову між Ринком Клепарським, площею  Матейки і Плантами). На Ринку, на місці нинішньої початкової школи, стояла цегляна ратуша Клепарська (ліквідована в 1803 році) і численні будівлі, пов'язані з функцією ринкової площі (площа була розділена на кілька частин, включаючи ринок коней на східній частині,  ринок зерна на західній). З Ринку починалася так звана  "Королівська дорога", що йшла від костелу Святого Флоріана (на розі Ринку Клепарського), через Барбакан і Флоріанську браму до Вавеля. 
Після приєднання міста Клепаж до Кракова було вирішено частково забудувати площу ринку, яка втратила своє значення головної площі міста — цей план був реалізований у другій половині XIX та першої половини ХХ століття, тоді ж зводяться численні житлові будинки та громадські будівлі.  У 1880 році західна частина колишньої Ринкової площі офіційно отримала назву "Клепарський ринок" і зберегла характер популярної ринкової площі.  Нині на площі діє ринок, котрим керує торговельна компанія «Stary Kleparz», а його територія забудована типовою ринковою архітектурою (кіоски та ін.). 
Ринок Клепарський оточений будівлями, переважно житловими, з функціями комерційними. Серед будинків виділяються: 
- Неоготичний костел святого Вікентія разом з місіонерським монастирем (біля вул. Святого Філіпа)
- Будинок "Фенікс" (на розі з вул. Баштова, побудований у 1931-1932 рр.). У будинку розміщено правління Дільниці І Старе Місто

Людвік Варинський мешкав за адресою Ринок Клепарський 8 . 
На вулиці І.Падеревського 4 (у кам'яниці на Ринку Клепарським) з 2017 року працює Живий музей Обважанка.

## Галерея

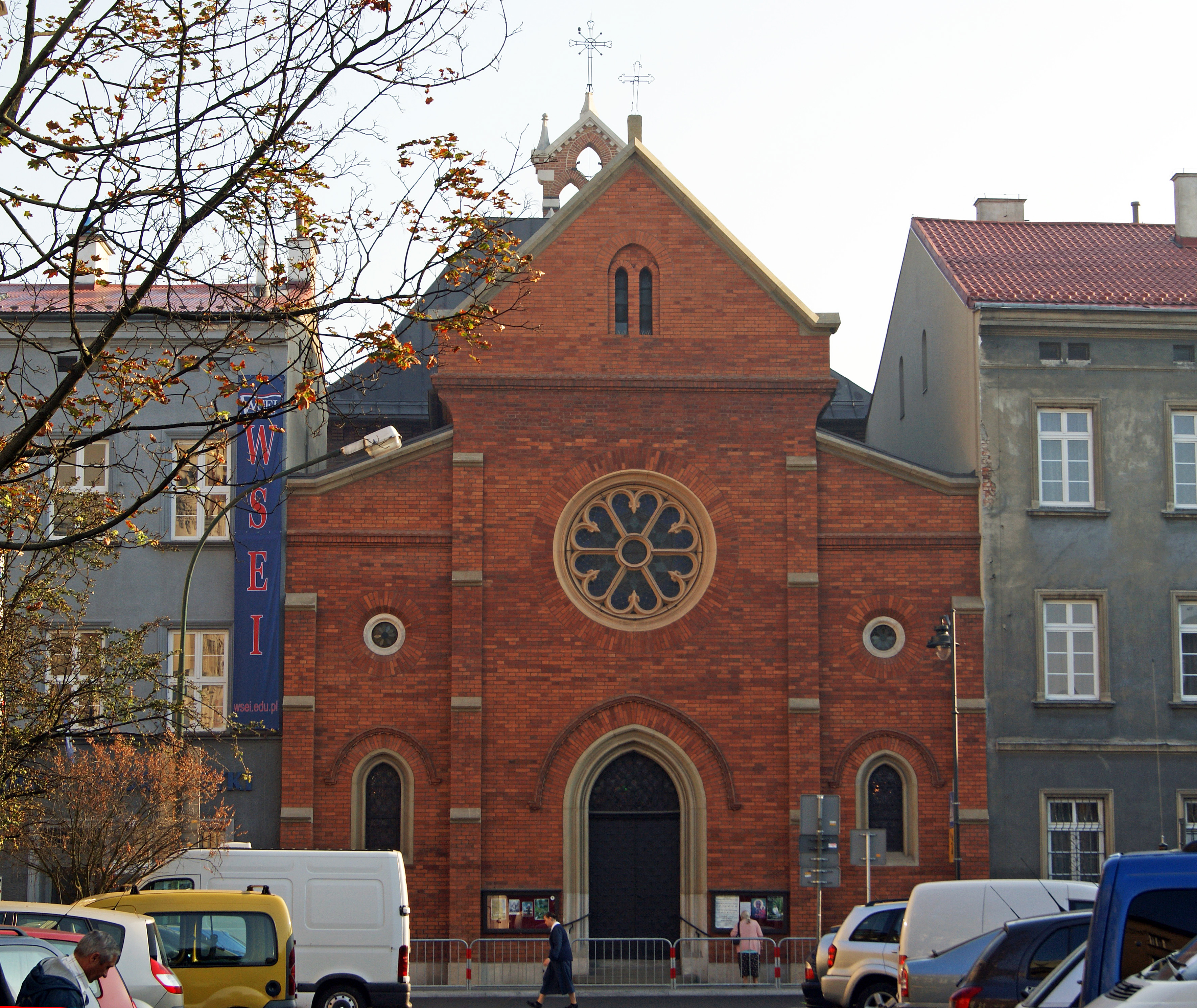
Костел святого Вікентія був створений в 1875-1877 роках, за проектом Філіпа Покутинського.
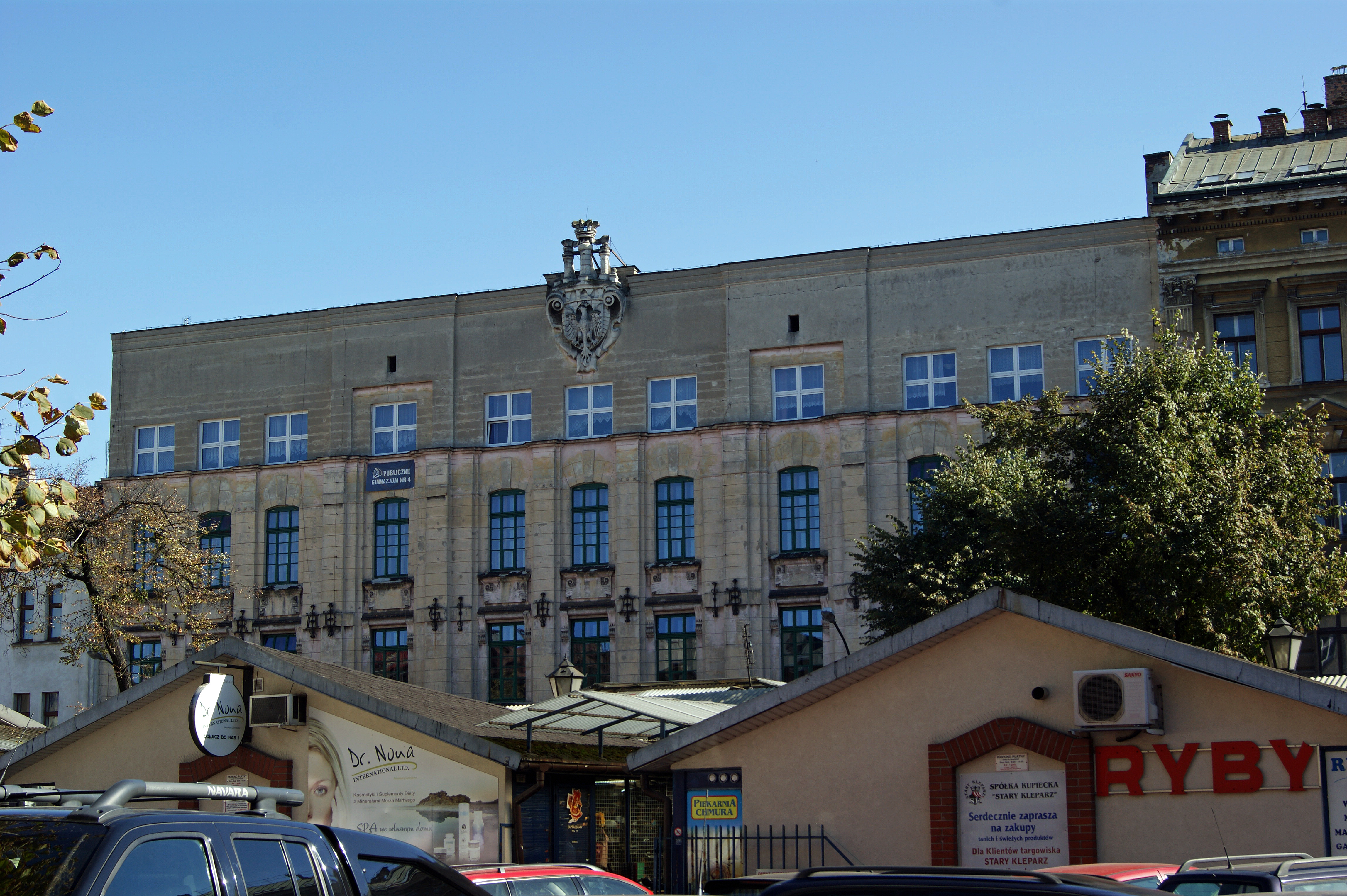
Ринок Клепарський 18, міська школа (нині XLI середня школа) заснована у 1901 році за проектом Яна Завейського
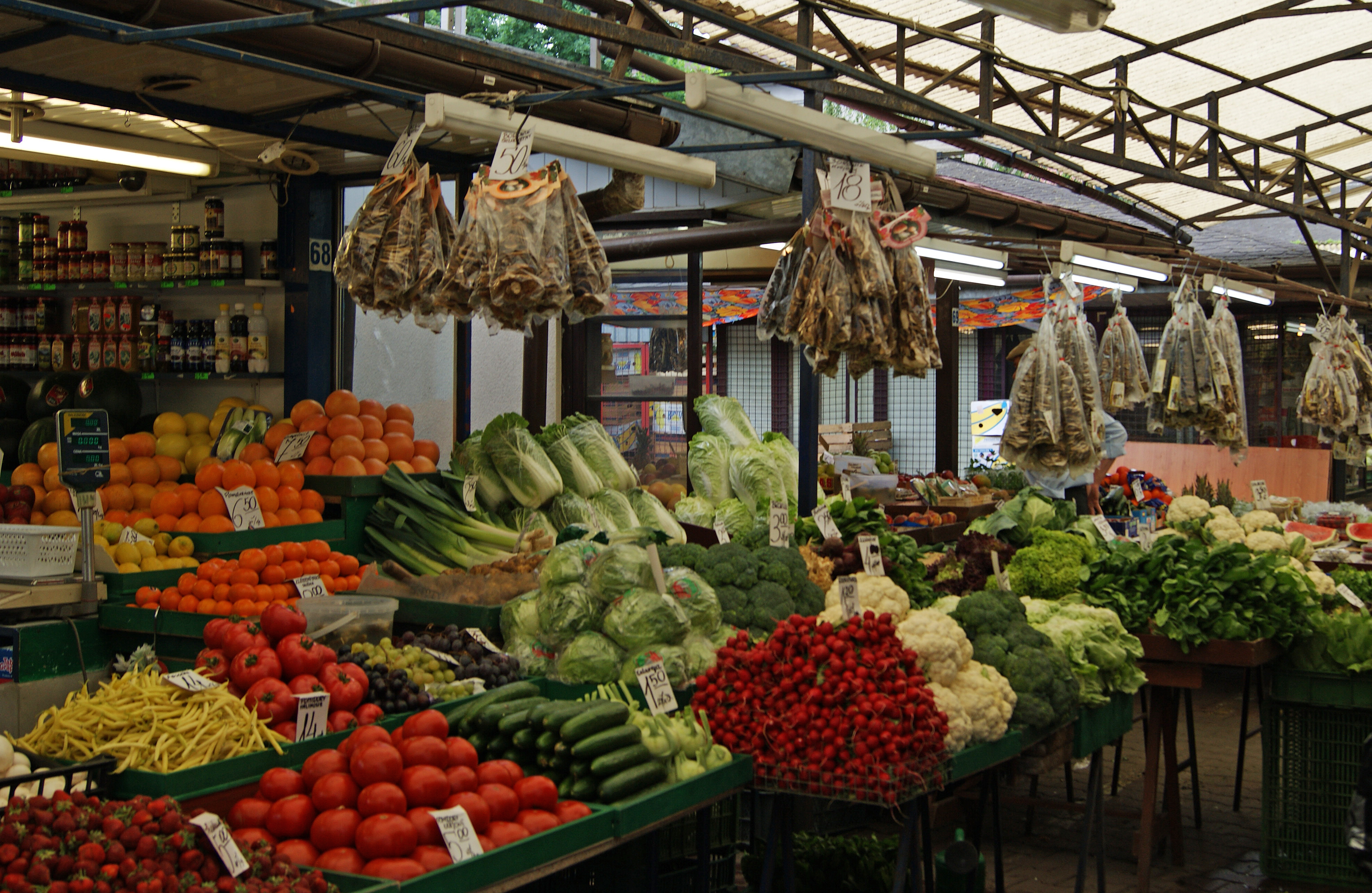
Ринкова площа